# Jules Stiernblad
Jules Edvard Stiernblad (i riksdagen kallad Stjernblad i Marsvinsholm), född 4 december 1813 på Hildesborg i Härslövs socken, Malmöhus län, död 14 juni 1886 på Marsvinsholms slott i Balkåkra socken, Malmöhus län, var baron, svensk godsägare, politiker och finansman. Han vr son till Fredrik Gustaf Stiernblad.
Stiernblad var ägare till Marsvinsholms slott och gods utanför Ystad. Som sådan var han initiativtagare till byggandet av Marsvinsholms kyrka. Stiernblad inledde sin politiska karriär vid 1850–1851 års riksdag. Han var ordförande för Malmöhus läns landsting 1869 och 1872–1874. Stiernblad var ledamot av riksdagens första kammare 1866–1877, invald i Malmöhus läns valkrets. Han var ledamot av försvarsutskottet vid 1867, 1869 och 1871 års riksdagar samt ledamot av statsutskottet 1872–1875, varav det sista året statsutskottets ordförande.